# 林棟 (光緒進士)
林棟（?—?），福建省福寧府壽寧縣人，清朝政治人物、同進士出身。
光緒二十九年（1903年），参加光緒癸卯科殿試，登進士三甲第166名。同年閏五月，授國子監監丞。